# Jenaro Lisboa Huerta
Jenaro Lisboa Huerta; (Rengo, 1850 - Santiago, 1909). Médico y político conservador chileno. Hijo de Ramón Lisboa y de María Luisa Huerta. 
Educado en el Instituto Nacional y en la Universidad de Chile, donde se tituló de Médico Cirujano (1876. Casi de inmediato de egresar, junto a su hermano Francisco, estableció una posta contra el cólera en el pueblo de Zúñiga, en la zona de Tagua Tagua.
Fue parte de la Revolución de 1891 contra el presidente José Manuel Balmaceda, viajando al norte, nuevamente con su hermano Francisco, el sacerdote, donde participó de la Junta de Gobierno de Iquique.
Pertenecía al Partido Conservador. Electo Diputado por San Fernando (1891-1894), formando parte de la comisión permanente de Higiene.